# Jamal Murray
Pour les articles homonymes, voir Murray.
Jamal Murray, né le 23 février 1997 à Kitchener dans l'Ontario, est un joueur canadien de basket-ball. Il a le profil de combo guard et joue ainsi au poste de meneur voire d'arrière. Il mesure 1,91 m et évolue en National Basketball Association (NBA), au sein de la franchise des Nuggets de Denver avec laquelle il est champion lors de la saison 2022-2023.

## Biographie

### Jeunesse
Jamal Murray est le fils de Sylvia et Roger Murray, né en Jamaïque, qui a migré au Canada à l'âge de 9 ans,. Il a un petit frère nommé Lamar. Son père a grandi en tant qu'athlète et joueur de basket-ball. Dans sa jeunesse, son père a joué contre le natif de Kitchener, Lennox Lewis, avant que ce dernier commence sa carrière de boxe. 
Lorsque Jamal Murray avait tout juste 3 ans, il jouait au basket-ball "pendant des heures" et a joué dans une ligue de jeunes de 10 ans alors qu'il en avait que 6,. Entre 12 et 13 ans, il commençait à jouer des matchs improvisés contre les meilleurs joueurs d'université. Son père l'obligeait à s'exercer aux dribbles, au kung-fu et à la méditation,.

### Carrière universitaire
En juin 2015, il choisit de rejoindre l'université du Kentucky pour jouer avec leur équipe universitaire, les Wildcats.
À la fin du mois de mars 2016, il est nommé dans le troisième meilleur cinq majeur de la saison NCAA aux côtés de Grayson Allen, Kay Felder, Yogi Ferrell et Jarrod Uthoff.
Le 1er avril 2016, il annonce sa candidature à la draft 2016 de la NBA.

### Carrière professionnelle

#### Nuggets de Denver (depuis 2016)
Le 23 juin, Murray est sélectionné par les Nuggets de Denver à la 7e position de la draft 2016 de la NBA. Le 9 août, il signe son contrat rookie avec les Nuggets. Le 13 novembre, il établit son record de points en carrière avec 19 unités lors de la défaite 112 à 105 chez les Trail Blazers de Portland. Le 22 novembre, il bat ce record en marquant 24 points lors de la victoire 110 à 107 contre les Bulls de Chicago. Le 1er décembre, il est nommé meilleur rookie des mois d'octobre et novembre de la conférence Ouest. Le 17 février 2017, il est nommé MVP du Rising Stars Challenge 2017, terminant meilleur marqueur de la rencontre avec 36 points (à 9 sur 14 au tir à trois points) et meilleur passeur avec 11 passes décisives dans la victoire de la Team World 150 à 149 contre le Team USA. Le 7 avril, il bat de nouveau son record de points avec 30 points lors de la victoire 122 à 106 contre les Pelicans de La Nouvelle-Orléans. Il est le seul joueur de son équipe à avoir participé aux 82 matches de la saison régulière. À la fin de la saison, il est nommé dans le NBA All-Rookie Second Team. 
Lors de la saison 2018-2019, le 5 novembre, il marque 48 points contre les Celtics de Boston et bat ainsi son record de points en carrière. Le 29 décembre contre les Suns de Phoenix, il score 46 points, battant son record en carrière de paniers à trois points inscrits, avec un total de 9 sur le match.
Le 1er juillet 2019, il signe un contrat de 170 millions de dollars sur 5 ans à compter de la saison 2020-2021 avec les Nuggets.
Lors de la saison 2019-2020, après avoir manqué dix matchs en raison d’une entorse à la cheville subie contre Charlotte le 15 janvier, Murray revient et réalise une moyenne de 31,3 points par match sur quatre matchs. Le 4 mars, Murray marque le panier victorieux, pour sceller la victoire 114-112 contre les Hornets de Charlotte tout en terminant avec une performance de 18 points et 6 passes décisives.
Le 17 août, lors du match de premier tour des Nuggets avec le Jazz de l'Utah lors des playoffs NBA 2020, Murray enregistre 36 points et 9 passes décisives, marquant 20 points dans le quatrième quart-temps et en prolongation pour mener les Nuggets à une victoire de 135 à 125. Dans le match 4, six jours plus tard, Murray bat son record en carrière avec 50 points. Il rajoute 11 rebonds et 7 passes décisives dans une défaite 129-127 face au Jazz. Donovan Mitchell marque 51 points dans la même rencontre et c'est la première fois dans l'histoire des playoffs de la NBA que deux adversaires marquaient au moins 50 points dans le même match. Dans un match éliminatoire (Denver étant mené 3-1 dans la série), Murray enregistre 42 points, 8 rebonds et 8 passes décisives pour mener les Nuggets à une victoire de 117-107 et forcer une sixième manche, dans laquelle Murray marque de nouveau 50 points, tirant à 9 sur 12 depuis la ligne des 3 points. Le match est remporté par les Nuggets 119-107. Les Nuggets remportent la série au terme des sept manches. Après le match 6, Murray est interviewé par Jared Greenberg de TNT et aborde le thème du racisme. Il honore George Floyd et Breonna Taylor, car chacune de leurs photos était sur ses chaussures.
Le 15 septembre, dans le 7e match contre les Clippers de Los Angeles, Murray marque 40 points tout en inscrivant six paniers à trois points, menant les Nuggets à une victoire 104-89 pour se qualifier pour la finale de la Conférence Ouest pour la première fois depuis 2009. Avec cette victoire, les Nuggets deviennent la première équipe de l’histoire de la NBA à revenir de plusieurs déficits de 3-1 en une seule campagne de playoffs. En finale de conférence contre les Lakers de Los Angeles, les Nuggets sont éliminés en 5 matchs.
En avril 2021, Murray se rompt le ligament croisé antérieur du genou gauche lors d'une rencontre. Sa convalescence lui fait manquer le reste de la saison.
Lors de la saison 2022-2023, il aide les Nuggets de Denver et son coéquipier Nikola Jokić à atteindre le premier rang dans la conférence de l'ouest. Il affiche un niveau intéressant, atteignant les mêmes moyennes statistiques qu'avant sa blessure, avec une efficacité similaire. Ce renfort pour son équipe implique que les Nuggets redeviennent l'une des meilleures attaque de la ligue.
Surtout, il réussit à se sublimer à nouveau en playoffs. Lors du premier tour, il offre des performances de 40 et de 35 points lors de deux matchs de série. L'équipe bat les Timberwolves du Minnesota en 5 matchs. En demi-finale de conférence, face aux Suns de Phoenix, il finit la série avec 24,8 points et 6,5 passes. Lors des finales de conférence, il supplée Nikola Jokić en dessous de sa moyenne aux points. Il compile trois matchs à 31, 31 et 37 points, permettant à son équipe de gagner les 3 premiers matchs de la série face aux Lakers de Los Angeles. Les Nuggets remportent le titre de champion face au Heat de Miami.
Présent au stage de préparation du Canada pour la Coupe du monde 2023, il renonce finalement à participer à cette compétition.
Lors des playoffs NBA 2024, les Nuggets sont éliminés en demi-finale par les Timberwolves du Minnesota.
En septembre 2024, Murray signe une prolongation, active à partir de 2025, de son contrat avec les Nuggets. Le salaire maximum que Murray recevra entre les saisons 2025-2026 et 2028-2029 est de 208 millions de dollars.

## Palmarès

### En franchise
- Champion NBA en 2023 avec les Nuggets de Denver
- Champion de la Conférence Ouest en 2023 avec les Nuggets de Denver
- Finaliste de Conférence Ouest en 2020 avec les Nuggets de Denver
- NBA All-Rookie Second Team (2017)
- NBA Rising Stars Challenge MVP (2017)

### Amateur
- Third-team All-American – AP (2016)
- First-team All-SEC (2016)
- SEC All-Freshman team (2016)
- Nike Hoop Summit MVP (2015)

## Statistiques

### Universitaires
Les statistiques de Jamal Murray en matchs universitaires sont les suivantes :
| Saison    | Équipe   | Matchs | Titul. | Min./m | % Tir | % 3pts | % LF | Rbds/m. | Pass/m. | Int/m. | Ctr/m. | Pts/m. |
| --------- | -------- | ------ | ------ | ------ | ----- | ------ | ---- | ------- | ------- | ------ | ------ | ------ |
| 2015-2016 | Kentucky | 36     | 36     | 35,2   | 45,4  | 40,8   | 78,3 | 5,17    | 2,19    | 0,97   | 0,31   | 20,80  |
| Carrière  | Carrière | 36     | 36     | 35,2   | 45,4  | 40,8   | 78,3 | 5,17    | 2,19    | 0,97   | 0,31   | 20,80  |

### Professionnelles
| Champion NBA |

Les statistiques de Jamal Murray en NBA sont les suivantes :

#### Saison régulière
| Saison    | Équipe   | Matchs | Titul. | Min./m | % Tir | % 3pts | % LF | Rbds/m. | Pass/m. | Int/m. | Ctr/m. | Pts/m. |
| --------- | -------- | ------ | ------ | ------ | ----- | ------ | ---- | ------- | ------- | ------ | ------ | ------ |
| 2016-2017 | Denver   | 82     | 9      | 21,5   | 40,4  | 33,4   | 88,3 | 2,61    | 2,07    | 0,62   | 0,29   | 9,89   |
| 2017-2018 | Denver   | 81     | 80     | 31,7   | 45,1  | 37,8   | 90,5 | 3,67    | 3,38    | 0,98   | 0,35   | 16,69  |
| 2018-2019 | Denver   | 75     | 74     | 32,6   | 43,7  | 36,7   | 84,8 | 4,23    | 4,84    | 0,89   | 0,36   | 18,23  |
| 2019-2020 | Denver   | 59     | 59     | 32,3   | 45,6  | 34,6   | 88,1 | 4,00    | 4,81    | 1,14   | 0,29   | 18,49  |
| 2020-2021 | Denver   | 48     | 48     | 35,5   | 47,7  | 40,8   | 86,9 | 4,04    | 4,81    | 1,33   | 0,27   | 21,21  |
| 2022-2023 | Denver   | 65     | 65     | 32,8   | 45,4  | 39,8   | 83,3 | 3,95    | 6,15    | 1,02   | 0,25   | 19,97  |
| 2023-2024 | Denver   | 59     | 59     | 31,5   | 48,1  | 42,5   | 85,3 | 4,10    | 6,50    | 1,00   | 0,70   | 21,20  |
| Carrière  | Carrière | 469    | 394    | 30,7   | 45,2  | 38,0   | 86,7 | 3,70    | 4,50    | 1,00   | 0,30   | 17,50  |

#### Playoffs
| Saison   | Équipe   | Matchs | Titul. | Min./m | % Tir | % 3pts | % LF | Rbds/m. | Pass/m. | Int/m. | Ctr/m. | Pts/m. |
| -------- | -------- | ------ | ------ | ------ | ----- | ------ | ---- | ------- | ------- | ------ | ------ | ------ |
| 2019     | Denver   | 14     | 14     | 36,3   | 42,5  | 33,7   | 90,3 | 4,36    | 4,71    | 1,00   | 0,14   | 21,29  |
| 2020     | Denver   | 19     | 19     | 39,6   | 50,5  | 45,3   | 89,7 | 4,84    | 6,63    | 0,95   | 0,32   | 26,53  |
| 2023     | Denver   | 20     | 20     | 39,9   | 47,3  | 39,6   | 92,6 | 5,65    | 7,10    | 1,50   | 0,25   | 26,10  |
| 2024     | Denver   | 12     | 12     | 38,5   | 40,2  | 31,5   | 92,3 | 4,30    | 5,60    | 0,80   | 0,50   | 20,60  |
| Carrière | Carrière | 65     | 65     | 38,8   | 45,9  | 38,9   | 91,1 | 4,90    | 6,20    | 1,10   | 0,30   | 24,20  |

## Records sur une rencontre en NBA
Les records personnels de Jamal Murray en NBA sont les suivants, :
| Record de la franchise |

| Type de statistique        | Saison régulière | Saison régulière          | Saison régulière | Playoffs | Playoffs                    | Playoffs          |
| Type de statistique        | Record           | Adversaire                | Date             | Record   | Adversaire                  | Date              |
| -------------------------- | ---------------- | ------------------------- | ---------------- | -------- | --------------------------- | ----------------- |
| Points                     | 55               | Trail Blazers de Portland | 12 février 2025  | 50       | 2 fois                      | 2 fois            |
| Paniers marqués            | 21               | @ Cavaliers de Cleveland  | 19 février 2025  | 18       | @ Jazz de l'Utah            | 23 août 2020      |
| Paniers tentés             | 36               | Trail Blazers de Portland | 12 février 2025  | 32       | @ Trail Blazers de Portland | 3 mai 2019        |
| Paniers à 3 points réussis | 9                | @ Suns de Phoenix         | 29 décembre 2018 | 9        | 2 fois                      | 2 fois            |
| Paniers à 3 points tentés  | 15               | Trail Blazers de Portland | 12 février 2025  | 15       | @ Jazz de l'Utah            | 23 août 2020      |
| Lancers francs réussis     | 10               | 4 fois                    | 4 fois           | 11       | @ Trail Blazers de Portland | 5 mai 2019        |
| Lancers francs tentés      | 11               | 5 fois                    | 5 fois           | 11       | @ Trail Blazers de Portland | 5 mai 2019        |
| Rebonds offensifs          | 4                | 5 fois                    | 5 fois           | 4        | 3 fois                      | 3 fois            |
| Rebonds défensifs          | 10               | 2 fois                    | 2 fois           | 7        | 2 fois                      | 2 fois            |
| Rebonds totaux             | 12               | Jazz de l'Utah            | 8 août 2020      | 11       | @ Jazz de l'Utah            | 23 août 2020      |
| Passes décisives           | 15               | Mavericks de Dallas       | 18 décembre 2018 | 12       | 2 fois                      | 2 fois            |
| Interceptions              | 6                | Rockets de Houston        | 20 novembre 2019 | 5        | Spurs de San Antonio        | 13 avril 2019     |
| Contres                    | 3                | Mavericks de Dallas       | 6 février 2017   | 2        | @ Lakers de Los Angeles     | 20 septembre 2020 |
| Balles perdues             | 9                | @ Celtics de Boston       | 16 février 2021  | 5        | 4 fois                      | 4 fois            |
| Minutes jouées             | 46               | Mavericks de Dallas       | 7 janvier 2021   | 55       | @ Trail Blazers de Portland | 3 mai 2019        |

- Double-double : 38 (dont 8 en playoffs)
- Triple-double : 2 (dont 1 en playoffs)

Dernière mise à jour : 31 janvier 2025

## Pour approfondir